# Свети Георги (Мартолци)
Вижте пояснителната страница за други значения на Свети Георги.
„Свети Георги (на македонска литературна норма: „Свети Ѓорѓи“) е православна църква във велешкото село Мартолци, централната част на Северна Македония. Храмът е част от Повардарската епархия на Македонската православна църква – Охридска архиепископия. Църквата е изградена в XVII век. В нея е запазена ценна живопис от периода.

## Местоположение
Църквата е гробищен храм, разположен на няколко километра югозападно от Мартолци, на река Бабуна.

## Архитектура и живопис
Църквата в основата си е еднокорабна сграда с полукръгла апсида на изток, доградена трапезария на запад и затворен трем по цялата дължина на южната страна. В по-ново време църквата е изцяло измазана отвътре и отвътре, а двускатният покрив е покрит с керемиди и така е нарушен автентичният изглед на храма. На апсидата от външната страна има две ниши, в които според документацията в Националния консерваторски център в Северна Македония са били изрисувани изображения на Свети Никола и Свети Илия, а в долната част, днес обрасла с растителност, тясна линия. Прозоречни отвори има по един на страничните зидове в наоса и по един в трапезарията. Входът е от западната страна през трапезарията, а входът към църквата е през правоъгълна врата, над която има патронна ниша, която заедно със стените е измазана в по-ново време.
Сводът в наоса е затворен с равна дървена ламперия и вътрешността е измазана и така е повредена живописта от XVII век. Според документацията на НКЦ част от украсата е завинаги унищожена. Живописта в олтарната апсида, която е запазена, е повредена от невнимание при ремонта. На източната стена във втората зона е било изписано Благовещението, което е измазано. В конхата на апсидата е изписана Света Богородица Знамение (Оранта) до пояс с маликия Христос в медальон на гърдите с две ръце вдигнати в молитвена поза. Христос е в конусовиден светлосин медальон и благославя с дясната ръка. В първата зона на апсидата от Службата на светата литургия са запазени Свети Василий Велики: СТЫ ВАСЇЛЇЕ, който се покланя от север на Христос Жертва, изписан централно в апсидата и до голяма степен повреден. От юг е Свети Йоан Златоуст: СТЫ ІѠВА... Архиереите носят бели фелони и омофори с големи червени кръстове, а в ръцете държат отворени свитъци с нечетлив текст на църковнославянски. Според старата фотодокументация като част от литургията са били изписани и Свети Атанасий: СТЫ АΘАНАСЇА, Свети Кирил Александрийски: СТЫ КИРИЛЛЬ, а Свети Никола: СТЫ..., и Свети Григорий Богослов на южната стена в олтара. В нишата на проскомидията е мъртвият Христос в грода: ΙΣ ΧΣ до пояс в каменен саркофаг, с наведена към дясното рамо глава и скръстени на гърдите ръце. На западната стена в първата цона жно от входа според документацията е бил изписан Архангел Михаил, а северно от входа са Свети Константин: СТИ КОСТАНДІННЬ, и Света Елена: СТА ЕЛЕ(НА) в официални одежди и с корони на главите, които държат голготския кръст, поставен между тях. Във втората зона централно е поставената композицията Успение Богородичино, фланкирана с изображенията на светите химнографи в отделни полета. От север е Свети Йоан Дамаскин: СТИ ІѠ ДАМАСКИННЬ, в монашеско облекло с бял тюрбан на главата, в дясната ръка държи перо, а в лявата отворен свитъкс текст. От южната страна е Свети Козма Маюмски: СТИ КȢСМАС О ПІНТИ(С), в просто монашеско облекло с качулка, който също държи в дясната ръка перо, а в лявата отворен свитък с текст.
- Мъртвият Христос в гроба в проскомидията
- Св. св. Константи и Елена на западната стена
- Свети Козма мамски на западната стена
- Свети Йоан Дамаскин на западната стена

В композицията Успение Богородично Богородица е централно легнала с кръстосани ръце на одър. В горната част на сцената е Христос е изобразен в светлосиня мандорла, държещ в ръцете си душата на Богородица във вид на повито бебе. От двете страни на мандорлата са изрисувани двама архиереи с отворени евангелия в ръцете. От страната на главата на Богородица идват Свети Петър с кадилница в ръката и още четирима апостоли, а откъм краката пристъпват апостолите Свети Йоан Богослов и Павел, последвани от друга група апостоли. На преден план е изобразен Архангел Михаил, който със сабя отрязва ръцете на евреина Евфоний, посегнал да обърне одъра на Богородица. В северния ъгъл на сцената има група жени и апостоли, натъжени от събитието.
Според документацията, на северната стена, от запад на изток, в първата зона са били изрисувани Света Петка, Света Неделя: СТЫ НЕДЕЛІА, Свети Меркурий, а във втората зона имало детайл от композицията Влизането в Йерусалим. На южната стена са били изрисувани Светите врачи Козма и Дамян, докато във втората зона са били нарисувани Рождество Богородично в олтарното пространство и Възкресението Лазарево в наоса.